# التهاب الجراب تحت الأخرم
التهاب الجراب تحت الأخرم Subacromial bursitis حالة سببها التهاب الجراب الذي يفصل السطح العلوي لوتر العضلة فوق الشوكة (أحد الأوتار الأربعة للكُفّة المدورة) عن الرباط الغرابي الأخرمي والأخرم والغراب (القوس الأخرمي) التي تعلوها وعند السطح العميق للعضلة الدالية. يساعد الجراب تحت الأخرم على حركة وتر العضلة فوق الشوكة للكفّة المدورة في نشاطات مثل العمل العلوي (تحريك اليد في مستوى أعلى من الرأس).
تشكّل الشكاوى العضلية الهيكلية أحد أشيع أسباب زيارات مكتب الرعاية الأولية، وتكون اضطرابات الكفّة المدورة أشيع مصدر لألم الكتف.
إنّ الالتهاب الأولي للجراب تحت الأخرم نادر نسبياً ويمكن أن ينشأ من حالات التهابية مناعية ذاتية مثل النقرس أو النقرس الكاذب؛ أجسام منحلّة متكلّسة وخمج. وبشكلٍ أشيع، ينشأ التهاب الجراب تحت الأخرمي كنتيجة لعوامل معقدة يعتقد بأنها تسبب أعراض انحشار الكتف. تصنّف هذه العوامل بشكل عام إلى داخلية (داخل وترية) أو خارجية (خارج وترية). وتقسم على نحو أبعد إلى أسباب أولية أو ثانوية للانحشار. يُعتقد أن الأسباب الثانوية جزء من عملية أخرى مثل عدم استقرار الكتف أو إصابة عصب.
في عام 1983 وصف نير Neer ثلاث مراحل لمتلازمة الانحشار. أشار نير إلى أنّ «الأعراض والعلامات الفيزيائية في جميع المراحل الثلاث للانحشار تكون تقريباً متطابقة، ومن ضمنها علامة الانحشار وقوس ألم وفرقعة وضعف متفاوت». لم يميّز تصنيف نير Neer بين تمزقات الكفّة المدورة جزئية السماكة وكاملة السماكة في المرحلة III. أدى هذا إلى القليل من الخلاف على قدرة اختبارات الفحص الفيزيائي أن تشخّص بدقة وتفرّق بين التهاب الجراب والانحشار والانحشار مع أو بدون تمزّق بالكفّة المدورة والانحشار مع تمزقات جزئية أو كاملة.
في عام 2005، نشر بارك وآخرون موجوداتهم التي استخلص منها أن مشاركةً من الاختبارات السريرية مفيدةٌ أكثر من اختبار فحصٍ فيزيائي. لتشخيص داء الانحشار كانت أفضل مشاركة من اختبارات «أي درجة لاختبار هوكينز-كينيدي إيجابي وعلامة القوس المؤلم إيجابية وضعف في التدوير الخارجي مع الذراع على الجانب»، ولتشخيص تمزق كامل السماكة بالكفّة المدورة أفضل مشاركة من الاختبارات هي القوس المؤلم وعلامة الذراع المتدلية والضعف في التدوير الخارجي، عندما تكون هذه الاختبارات الثلاثة جميعها إيجابية.

## العلامات والأعراض
يتظاهر التهاب الجراب تحت الأخرم غالباً بمجموعة من الأعراض تدعى متلازمة الانحشار. إنّ الألم أمام وجانب الكتف هو أشيع عرض ومن الممكن أن يسبب ضعف وتيبّس. إذا تراجع الألم واستمرّ الضعف يجب تقييم أسباب أخرى مثل تمزّق بالكفّة المدورة أو مشكلة عصبية تنشأ من العنق أو انحصار العصب فوق الكتف. بداية الألم ممكن أن تكون مفاجئة أو تدريجية ومن الممكن أن تكن مرتبطة أو غير مرتبطة برضّ. يسجّل غالباً ألم ليلي وخصوصاً النوم على الكتف المصاب. إن الاحمرار الموضّع أو التورّم الموضّع أقل شيوعاً وتشير إلى وجود خمج الجراب تحت الأخرم. الأفراد المصابون بالتهاب الجراب تحت الأخرم يأتون عادةً بمشاكل مرافقة في الكتف مثل التهاب المفصل والتهاب وتر الكفّة المدورة وتمزقات الكفّة المدورة واعتلال الجذور الرقبية (عصب مُنقرص في الرقبة).
يمكن أن يأتي الانحشار عن طريق النشاطات الرياضية مثل رياضيات الرماية العلوية والسباحة أو عمل علوي مثل الرسم والنجارة والسباكة. النشاطات التي تتضمن عمل علوي مكرر أو تكون مباشرة في الأمام يمكن أن تسبب ألم في الكتف. الضغط الصاعد المباشر على الكتف متل الاستناد على المرفق يمكن أن يفاقم الألم.

## الفيزيولوجيا المرضية
إن مجموعة الكتابات الموجودة عن الفيزيولوجيا المرضية لالتهاب الجراب تصف الالتهاب على أنه السبب الأولي للأعراض. إنّ التهاب الجراب يكون عادةً نتيجة الإصابة المتكررة للجراب. في الجراب تحت الأخرم يظهر هذا الالتهاب بشكل عام نتيجة رض مجهري للبنى المجاورة وبالأخص وتر العضلة فوق الشوكة. هذه العملية الالتهابية تسبب تضاعف الخلايا الزليلية مما يزيد من تشكل الكولاجين وإنتاج السائل ضمن الجراب وينقص من طبقة التزليق الخارجية.
من الأسباب الأقل توارداً لالتهاب الجراب تحت الأخرم الحالات النزفية وترسّب البلوّرات والخمج.
تم اقتراح العديد من الأسباب لمتلازمة انحشار تحت الأخرم في الأدب الطبي. يسهل الجراب حركة الكفّة المدورة تحت القوس وأي اضطراب بعلاقة البنى تحت الأخر يمكن أن يؤدي إلى الانحشار. يمكن تصنيف هذه العوامل بشكل واسع إلى داخليّة مثل تنكّس الوتر وضعف عضلات الكفّة المدورة وفرط استخدامها أما العوامل الخارجية فتتضمن النابتات العظمية من الأخرم أو المفصل الأخرمي الترقوي وعدم استقرار الكتف ومشاكل عصبية منشؤها خارج الكتف.

## التشخيص
إنّه لمن الصعب غالباً التمييز بين الألم الذي يسببه التهاب الجراب والألم الذي تسببه إصابة بالكفّة المدورة حيث أن كليهما يظهران أنماط ألمية متشابهة في الجزء الأمامي أو الجانبي للكتف. يمكن أن يكون التهاب الجراب تحت الأخرم مؤلماً مع مقاومة للتبعيد نتيجة انقراص الجراب عند تقلّص العضلية الدالية. إذا قام المعالج باختبار توجيه للعلاج وطبّق القليل من الشد على المفصل أو انزلاق ذيلي أثناء التبعيد (MWM)، فقوس الألم يمكن أن ينقص إذا كانت المشكلة التهاب الجراب أو التهاب المحفظة اللاصق (حيث يحتمل أنه يزيد من مساحة الحيّز تحت الأخرم).
الاختبارات السريرية التالية في حال كانت إيجابية يمكن أن تشير لالتهاب الجراب:
- يقوم المريض بإبعاد الذراع بشكل فاعل ويظهر قوس ألم بين 80° و120°. ويكون بسبب انضغاط وتر العضلة فوق الشوكة أو الجراب تحت الأخرم بين القوس الأخرمي الأمامي ورأس العضد. عند تخفيض الذراع من التبعيد الكامل يوجد غالباً «لقطة» مؤلمة عند منتصف المسافة. إذا كان المريض يستطيع أن يحصل على استرخاء كافٍ للعضلات فإن الحركة المنفعلة تميل لأن تكون اقل إيلاماً.[9]
- يقوم المريض بتقلّص ثني إسوي القياس ضد مقاومة المعالج (اختبار سبيد). عندما تُزال مقاومة المعالج تظهر حركة اهتزازية مفاجئة وظهور ألم كامن يشير لاختبار إيجابي لاتهاب الجراب.[8]
- علامة نير Neer's Sign: إذا ظهر الألم أثناء الرفع الأمامي للذراع المدورة داخلياً فوق ال 90° فهذا سيحدد انحشار للكفّة المدورة ولكنه أيضاً حساس لالتهاب الجراب تحت الأخرم.[9]

إنّ تهيّج أو انحصار العصب تحت الكتف السفلي الذي يعصّب العضلات تحت الكتفية والمدورة الكبيرة سينتج عنه دفاع عضلي في الكتف سيقيّد الحكة بين تدوير خارجي وتبعيد أو ثني. الاختبارات المذكورة آنفاً ستساعد في تشخيص التهاب الجراب عن حالات أخرى. إن تشخيص متلازمة الانحشار يجب أن يُفحص بحذر في الأشخاص بعمر أقل من 40 سنة لأن هؤلاء الأشخاص من الممكن أن يكون لديهم عدم استقرار حقاني عضدي غير ملحوظ.

### التصوير
يمكن أن تساعد صور الأشعة السينية بمشاهدة النابتات العظمية وتشريح الأخرم والتهاب المفصل. وبشكل إضافي يمكن أن يُكشف عن تكلّسات في الحيّز تحت الأخرم والكفّة المدورة. يمكن أن يترافق أيضاً وجود الفصال العظمي للمفصل الأخرمي الترقوي وعادةً ما يكشف في الصور الشعاعية.
التصوير بالرنين المغناطيسي يمكن أن يكشف تراكم السائل في الجراب وأن يقيّم البنى المجاورة. في الحالات المزمنة التي سببها الانحشار يمكن أن يًكشف عن اعتلال الأوتار والتمزّقات في الكفّة المدورة. في الأمواج فوق الصوتية يمكن أن يُظهر الجراب الشاذّ:
1. ازدياد بحجم بالسائل
2. تضاعف زليلي و/أو
3. زيادة سماكة جدران الجراب.[11]

في أيّ حالة، إنّ كميّة الموجودات المرضيّة لا ترتبط بكميّة الأعراض.

### اعتبارات خاصّة
التحسنات قصيرة الأمد في مرضى التهاب الجراب الذين لديهم التهاب المفاصل الروماتويدي لا تعتبر علامة للتعافي وقد تتطلّب علاجا طويل الأمد للتأكّد من تقليل النكس. كما وجد أيضاً أن تقفع مفصل الكتف له نسبة حدوث أعلى في النمط الثاني للداء السكري والذي قد يؤدي لحدوث الكتف المتجمّد (التهاب المحفظة اللاصق) (دوناتيلي Donatelli، 2004).